# سهام بن زاموش
سهام بن زاموش هي مذيعة أخبار جزائرية في قناة العربية. خريجة علوم سياسية وعلاقات دولية . تفرغت للعمل التلفزيوني كصحافية ومذيعة أخبار ومقدمة برامج سياسية في قناة العربية.